# Just Friends (chanson)
Pour les articles homonymes, voir Just Friends.
Just Friends est une chanson composée par John Klenner et Sam M. Lewis en 1931.
Son premier enregistrement par Red McKenzie date de 1931, mais c'est surtout la version de Charlie Parker en 1949, avec cordes, qui permit à Just Friends de devenir un standard de jazz, 18 ans après sa création,.
Ses paroles évoquent, avec mélancolie, le passage de l'amour à l'amitié ("Just friends, lovers no more, Just friends but not like before, (...), Two friends but one broken heart...").
Comme standard ce jazz, ce titre fut repris par nombre de grands interprètes dont notamment Chet Baker, Cecil Taylor, Dinah Washington, Sonny Stitt, Jimmy Scott.